# وستوک گیمز
وستوک گیمز (انگلیسی: Vostok Games) شرکت بازی ویدئویی اوکراینی است، که در سال ۲۰۱۲ تأسیس شد.